# Peter Biskind
Peter Biskind est un journaliste et essayiste de cinéma américain.

## Biographie
Peter Biskind a été rédacteur en chef de la version américaine de Première pendant neuf ans et de American Film pendant six ans de 1981 à 1986. Il collabore également aux magazines spécialisés Rolling Stone, Vanity Fair ainsi qu'aux quotidiens The New York Times, The Los Angeles Times et The Washington Post.
Fin connaisseur du milieu hollywoodien, Biskind fait sensation en 1999 avec son essai polémique Le Nouvel Hollywood (Easy Riders, Raging Bulls), sur le mouvement cinématographique éponyme.
Les livres de Biskind ont été traduits dans plus de trente langues. 

### Ouvrages traduits en français
- Le Nouvel Hollywood : Coppola, Lucas, Scorsese, Spielberg... La révolution d'une génération [« Easy Riders, Raging Bulls: How the Sex-Drugs-and-Rock 'N' Roll Generation Saved Hollywood »], Le Cherche midi, coll. « Documents », 2002, 513 p. (ISBN 2-86274-892-7)
- Sexe, Mensonges & Hollywood [« Down and Dirty Pictures: Miramax, Sundance, and the Rise of Independent Film »], Le Cherche midi, coll. « Documents », 2006 (ISBN 978-2-7491-0510-9)
- Mon Hollywood [« Gods and Monsters:Thirty Years of Writing on Film and Culture From One of America's Most Incisive Writers »]  (trad. de l'anglais), Paris, Le Cherche midi, coll. « Documents », 2011, 491 p. (ISBN 978-2-7491-0509-3)